# 八戸市東体育館
八戸市東体育館（はちのへしひがしたいいくかん）は、青森県八戸市東運動公園にある体育館である。

## 概要
- 1987年6月30日開場
- 地上3階建て
- 敷地面積　4,372.07 平方メートル
- 延べ床面積　5,528.78 平方メートル
- 1階
  - アリーナ（42×39メートル・天井13.5メートル）
  - 体育室（補助アリーナ）　卓球8台、バドミントン2面
- 2階
  - 観客席（収容人員　固定席：1,018席）
  - 会議室
- B2リーグ・青森ワッツのホームコートとして、青森市の新青森県総合運動公園マエダアリーナと併用の形で使用している。